# Yumeki Yoshinaga
Yumeki Yoshinaga (22 februari 2006) is een Japans voetballer die sinds 2024 onder contract ligt bij KRC Genk.

## Clubcarrière
In oktober 2023 kondigde KRC Genk de komst aan van de zeventienjarige Yoshinaga, die op dat moment voor de Kamimura Gakuen High School uitkwam. Meteen raakte ook bekend dat hij pas vanaf z'n achttiende verjaardag zou aansluiten bij Jong Genk, het beloftenelftal van Genk dat toen uitkwam in Eerste klasse B. Op 16 augustus 2024 maakte hij z'n profdebuut in het shirt van Jong Genk: op de openingsspeeldag van de Challenger Pro League kreeg hij van trainer Thomas Buffel een basisplaats tegen RFC Seraing. Eén week later scoorde Yoshinaga al zijn eerste doelpunt voor Jong Genk in de thuiswedstrijd tegen RFC de Liège.

## Clubstatistieken
| Seizoen         | Club            | Land            | Competitie      | Competitie | Competitie | Beker | Beker | Supercup | Supercup | Europees | Europees | Totaal | Totaal |
| Seizoen         | Club            | Land            | Competitie      | Wed.       | Dlp.       | Wed.  | Dlp.  | Wed.     | Dlp.     | Wed.     | Dlp.     | Wed.   | Dlp.   |
| --------------- | --------------- | --------------- | --------------- | ---------- | ---------- | ----- | ----- | -------- | -------- | -------- | -------- | ------ | ------ |
| 2024/25         | Jong Genk       | Vlag van België | Eerste klasse B | 14         | 2          | —     | —     | —        | —        | —        | —        | 14     | 2      |
| Carrière totaal | Carrière totaal | Carrière totaal | Carrière totaal | 14         | 2          | 0     | 0     | 0        | 0        | 0        | 0        | 14     | 2      |

Bijgewerkt op 25 mei 2025.
1 Van Crombrugge ·
2 Pierre ·
3 Mujaid ·
6 Smets ·
7 Bonsu Baah ·
8 Heynen  ·
9 Oh ·
11 Oyen ·
14 Sor ·
15 Claes ·
17 Hrošovský ·
18 Kayembe ·
19 Medina ·
20 Karetsas ·
21 Bangoura ·
22 Manguelle ·
23 Steuckers ·
24 Sattlberger ·
27 Nkuba ·
32 Adedeji-Sternberg ·
34 Palacios ·
39 Penders ·
44 Kongolo ·
51 Brughmans ·
77 El Ouahdi ·
99 Tolu ·
Coach: Fink
15 Claes  ·
50 Youndje ·
51 Brughmans ·
52 Da Costa ·
54 Onstein ·
55 Yoshinaga · 
56 De Wannemacker ·
57 Murenzi ·
58 Wamu · 
59 Mirisola ·
60 Lazar ·
61 Van Ingelgom ·
62 Cauwel ·
63 Wasinski ·
65 Akpan ·
66 Bafdili ·
68 Rabhi ·
71 Stevens ·
72 Barry ·
73 Mbavu ·
74 Nuozzi ·
75 Caicedo ·
76 Driessen ·
78 Lukanic ·
79 Nzoko ·
80 Touré ·
81 Boets ·
82 Vliegen ·
84 Sarfo ·
86 Haroun · 
87 Yasuda ·
89 Kim ·
Coach: Van Rumst